# Nibork
Nibork [pronunciación en polaco: /ˈPlumínɔrk/] (en alemán: Neberg) es un pueblo ubicado en el distrito administrativo de Gmina Sorkwity, dentro del Condado de Mrągowo, Voivodato de Varmia y Masuria, en Polonia del norte. Se encuentra aproximadamente a 2 kilómetros al sur de Sorkwity, a 11 kilómetros al oeste de Mrągowo, y a 44 kilómetros al este de la capital regional Olsztyn.
Antes de 1945, el área fue parte de Alemania (Prusia Oriental).
El pueblo tiene una población de 190 habitantes.